# Bueil

Bueil este o comună în departamentul Eure, Franța. În 1 ianuarie 2022 avea o populație de 1.635 de locuitori.